# Retaliate
Retaliate — третий студийный альбом нидерландского продюсера и диджея Angerfist, выпущенный 26 ноября 2011 года.

## Производство и прием альбома
Через три года после выхода на рынок предыдущего последнего альбома Mutilate. Сам альбом распространяется Cloud 9 Music BV и культовым лейблом Masters of Hardcore. Джей Гэри из Central Michigan Life объясняет, что Retaliate — это масштабный альбом, состоящий из 45 оригинальных треков и ремиксов других исполнителей электронной сцены, таких как Predator, Lady Kate, Radium и Drokz.

## Общая информация
- На концерте Defqon.1 2015 14-й трек из CD3 назывался как Yes (Znoop Tokkie Drokz Remix).[4]
- 30 декабря 2011 на песню The Ugly Side Of Life вышел сингл на лейбле Neophyte Records.[5]
- Somewhere Down The Lane используется бэк-вокал из песни Snow — Informer.
- Bite Yo Style — это сэмпл из трека Эминема «Just Don’t Give A Fuck».
- In A Million Years — это сэмпл из трека Эминема «White America».

## Треклист

### CD1
| №                   | Название                                                | Длительность |
| ------------------- | ------------------------------------------------------- | ------------ |
| 1.                  | «Perfect Fury»                                          | 5:10         |
| 2.                  | «Bloodrush» (feat. Miss K8)                             | 4:40         |
| 3.                  | «The Depths Of Despair»                                 | 5:07         |
| 4.                  | «Assault» (feat. Radium)                                | 5:12         |
| 5.                  | «Incoming»                                              | 5:32         |
| 6.                  | «Dreams» (feat. Hellsystem)                             | 3:58         |
| 7.                  | «Bite Yo Style (Dyprax Remix)»                          | 5:10         |
| 8.                  | «Who Cares?»                                            | 3:45         |
| 9.                  | «The Road to Fame»                                      | 4:04         |
| 10.                 | «Take the Power» (feat. Rudeboy & MC Syco)              | 5:19         |
| 11.                 | «The Voice of Mayhem» (feat. Outblast & MC Tha Watcher) | 6:09         |
| 12.                 | «Dortmund 2011» (feat. MC Syco)                         | 5:05         |
| 13.                 | «F@cking Wit Yo Head» (feat. T-Junction)                | 4:26         |
| 14.                 | «Retaliate»                                             | 4:40         |
| 15.                 | «Mafia»                                                 | 3:49         |
| Общая длительность: | Общая длительность:                                     | 1:12:06      |

### CD2
| №                   | Название                                                      | Длительность |
| ------------------- | ------------------------------------------------------------- | ------------ |
| 1.                  | «Raise Your Fist Again» (feat. MC Mouth of Madness)           | 4:46         |
| 2.                  | «The Before» (feat. Dyprax)                                   | 5:15         |
| 3.                  | «The Ugly Side of Life» (под псевдонимом The Supreme Team)    | 5:05         |
| 4.                  | «Strangle & Mutilate (Negative A & Counterfeit Remix)»        | 4:39         |
| 5.                  | «How Soon We Forget (Angerfist Remix)» (T-Junction & Rudeboy) | 4:45         |
| 6.                  | «Riotstarter (State of Emergency Remix)»                      | 4:43         |
| 7.                  | «Guts Full of Lead»                                           | 3:00         |
| 8.                  | «Delusion» (feat. Outblast)                                   | 5:40         |
| 9.                  | «The Milition» (feat. Predator)                               | 5:48         |
| 10.                 | «Odious» (feat. Outblast)                                     | 5:21         |
| 11.                 | «Right Through Your Head (Tieum Remix)»                       | 4:45         |
| 12.                 | «A New Level of Freak» (feat. T-Junction)                     | 4:20         |
| 13.                 | «Just Know» (feat. Tieum)                                     | 4:42         |
| 14.                 | «And Jesus Wept»                                              | 4:40         |
| 15.                 | «My Critic Fetish (Akira Remix)»                              | 5:31         |
| Общая длительность: | Общая длительность:                                           | 1:13:00      |

### CD3
| №                   | Название                                                     | Длительность |
| ------------------- | ------------------------------------------------------------ | ------------ |
| 1.                  | «Conspiracy»                                                 | 4:08         |
| 2.                  | «The Pearly Gates» (feat. Dyprax)                            | 5:18         |
| 3.                  | «Still Krazy»                                                | 4:40         |
| 4.                  | «Dance with the Wolves (Randy & Radium Remix)»               | 6:30         |
| 5.                  | «Conflict» (feat. Dazzler)                                   | 5:28         |
| 6.                  | «No Escape from My Wrath (Eastside Connection Remix)»        | 6:13         |
| 7.                  | «In a Million Years (Nosferatu Remix)»                       | 5:29         |
| 8.                  | «Don't Fuck Around» (feat. Mad Dog & Predator)               | 5:12         |
| 9.                  | «No Fucking Anticipation (Accelerator Remix)» (feat. Vince)  | 5:16         |
| 10.                 | «Shitty Rave Track» (feat. Tieum)                            | 5:16         |
| 11.                 | «Somewhere Down the Lane» (под псевдонимом Roland & Sherman) | 4:17         |
| 12.                 | «The Murder Tune»                                            | 3:34         |
| 13.                 | «Deathmask» (with Drokz)                                     | 4:40         |
| 14.                 | «Yes (ZnooptokkieDrokz Remix)»                               | 4:57         |
| 15.                 | «Fuck the Promqueen (Remastered 2011 Edit)»                  | 3:34         |
| Общая длительность: | Общая длительность:                                          | 1:15:51      |